# Emilie Jolie
Az Emilie Jolie (eredeti cím: Émilie Jolie) 2011-ben bemutatott francia 2D-s számítógépes animációs film, amelynek rendezője, írója és zeneszerzője Philippe Chatel. Az animációs játékfilm, producere Philippe Alessandri. 
Franciaországban 2011. október 19-én mutatták be a mozikban, Magyarországon 2012. november 2-án a Minimaxon vetítették le a televízióban.

## Szereplők
- Emilie – A történet főszereplője, aki bátran a kis kék nyúl megmentésére siet.
- Boszorkány – A gonosz boszorkány, aki elrabolta a kis kék nyulat.
- Gilbert – Kicsi méretű, kék színű nyuszi, akit a gonosz boszorkány elrabolt.

## Magyar hangok
| Szereplő                      | Eredeti hang             | Magyar hang        |
| ----------------------------- | ------------------------ | ------------------ |
| Emilie Jolie                  | Camille Timmerman        | Molnár Ilona       |
| Boszorkány                    | Céline Monsarrat         | Menszátor Magdolna |
| Hercegnő                      | Céline Monsarrat         | Zborovszky Andrea  |
| Emilie anyja                  | Françoise Cadol          | Várkonyi Andrea    |
| Emilie apja                   | Bernard Lanneau          | Dányi Krisztián    |
| Tapsi rendőrfőnök             | François-Xavier Demaison | Németh Gábor       |
| Belzebub / Elvarázsolt herceg | Élie Semoun              | Szokol Péter       |
| Sündisznó                     | Jean-Louis Faure         | Kassai Károly      |
| Kövecske                      | Gauthier Battoue         | Joó Gábor          |
| Nagy madár                    | Michel Elias             | Mihályi Győző      |
| Újságos nyúl                  | Michel Elias             | Hegedűs Miklós     |
| Carrot rendőrőrmester         | Emmanuel Garijo          | Kisfalusi Lehel    |
| Gilbert                       | Virgil Lopes             | Oláh Orsolya       |
| Marie-Caroline, Gilbert anyja | Sophie Arthuys           | Kocsis Judit       |
| Strucc hölgy                  | Marie Vincent            | Grúber Zita        |

## Televíziós megjelenések
Minimax